# René Leduc (homme politique)
 (décembre 2023).
Si vous disposez d'ouvrages ou d'articles de référence ou si vous connaissez des sites web de qualité traitant du thème abordé ici, merci de compléter l'article en donnant les références utiles à sa vérifiabilité et en les liant à la section « Notes et références ».
Pour les articles homonymes, voir René Leduc et Leduc.
René Leduc, né le 12 novembre 1901 et mort le 10 mars 1983, est un homme politique français. Il est député et maire Meudon dans le département des Hauts-de-Seine de 1947 à 1971.

## Biographie

### Éducation
René Leduc fait sa scolarité à Meudon, après le brevet des collèges, entre à l'école Pigier à Paris puis exerce la fonction de directeur commercial des établissements INDIC (sous-traitance automobile).

### Seconde Guerre mondiale
Durant la Seconde Guerre mondiale, il participe à la campagne de France, démobilisé avec le grade de lieutenant-colonel.
Après sa démobilisation, il entre immédiatement dans la Résistance et avec Mederic, Ripoche et Coquoin ils sont les fondateurs du réseau CDLL (Ceux de la libération). Il prend le pseudo Henri et il s'occupe de la partie évasion et sabotage du réseau, organise le passage et l'évasion de nombreux soldats et aviateurs alliés vers l'Espagne, à partir du maquis qu'il créé à Sare (Pays basque). Il participe également à la création du maquis de la Creuse.
Arrêté, à Paris, avenue des Champs-Élysées en février 1943 par la Gestapo, il est questionné et torturé à la prison du Cherche-Midi à Paris, puis déporté en Allemagne où il est successivement emprisonné à Bergen-Belsen, au camp de concentration de Flossenbürg et Auschwitz, d'où est libéré en 1945. Rapatrié à Paris par la Croix-Rouge à l'hôtel Lutetia, il reprend après de longs soins la vie civile, et devient directeur commercial de la S.A.M (société d'application mécanique).

### Carrière politique
En 1947, il se présente à la demande de Jacques Chaban-Delmas à la mairie de Meudon et est élu comme maire. Il reste maire de Meudon jusqu'en 1971. Il est élu député de novembre 1958 à avril 1967 date à laquelle, pour raisons de santé liées à sa déportation, il impose son successeur Claude Labbé. Enfin, il cesse ses activités laissant la mairie de Meudon à son premier adjoint Gilbert Gauer.
Durant son mandat de maire de Meudon, il crée la ville nouvelle de Meudon-la-Forêt, doublant la population de Meudon, laissant Meudon pourvue de tous les équipements scolaires (écoles, crèches, collège, lycée), sportifs (stades, tennis, gymnases) et culturel (centre culturel).
Européen convaincu, il est un des premiers maires de France à jumeler sa ville de Meudon avec la ville de Celle en Allemagne, ce qui représentait pour lui un symbole de paix. Président de l'union internationale des Maires et membre directeur de la conférence européenne des pouvoirs locaux avec Alain Poher (président du Sénat et maire d'Ablon-sur-Seine), il a été un des instigateurs de la Communauté européenne.
Il est enterré au cimetière des Longs Réages à Meudon.

## Honneurs
- Grand officier de la Légion d'honneur à titre militaire
- Médaille de la Résistance
- Croix de guerre 1939–1945
- Médaille militaire
- Medal of Honor (États-Unis)
- King's Medal for Courage in the Cause of Freedom (Royaume-Uni)
- Croix de la Vaillance polonaise (Krzyż Walecznych)

Un stade de Meudon situé au 2 avenue des Fossés (Val-Fleury), qu'il avait inauguré en 1954 en tant que stade Marbeau, a été rebaptisé à son nom stade René Leduc.